# Tangata orepukiensis
Tangata orepukiensis là một loài nhện trong họ Orsolobidae.
Loài này thuộc chi Tangata. Tangata orepukiensis được Raymond Robert Forster miêu tả năm 1956.